# Guillaume de La Teyssonnière
Pour les autres membres de la famille, voir Famille de La Teyssonnière.
Guillaume de La Teyssonnière, né vers 1530 et mort vers 1586, est un militaire et poète dombiste. Il est l'auteur des Amoureuses Occupations. 

## Biographie
Guillaume de la Teyssonnière est un gentilhomme dombiste membre de la Famille de La Teyssonnière,. Il a laissé plusieurs ouvrages écrits en vers et en prose. Une de ses compositions, géomancie traitant de la divination grâce aux fentes et crevasses de la surface de la terre était dédié à Catherine de Médicis,.

## Ouvrages
- 1555 Les Amoureuses Occupations [4],[1]
- 1575 L'attiffet des demoiselles[1]
- 1580 Remèdes contre toutes les perturbations de l'âme et passions du corps[1],[2]
- Dialogue, du pou et de l'homme (traduit de l'italien de Ludovico Pulci)[1],[2]
- Institution du serviteur domestique[1],[2]
- Histoire du royaume de Naples[1],[2]
- Traduction de Sénèque[1],[2]
- Géomancie, dédié à Catherine de Médicis[1],[2]